# Xã Smith, Quận Saline, Arkansas
Xã Smith (tiếng Anh: Smith Township) là một xã thuộc quận Saline, tiểu bang Arkansas, Hoa Kỳ. Năm 2010, dân số của xã này là 1.873 người.